# Boom (film 1999)
Boom è un film italiano del 1999 diretto da Andrea Zaccariello.

## Trama
Il titolo del film deriva dal Boom economico degli anni '60 che coi suoi miti (il calcio di Pelé, la musica di Claudio Villa e i film su Maciste) ha condizionato i protagonisti che, diventati adulti, cercano di realizzare i propri impossibili sogni di fama; rischiando, per questo, di perdere l'affetto dei propri familiari. Alla fine i protagonisti abbandonano le illusioni e si concentrano sui propri cari e su lavori "normali". Vi sono elementi comuni che legano i tre episodi come: i due "vecchietti", che commentano i protagonisti alla fine di ogni vicenda, e l'ambientazione romana.

### Episodio 1:Il figlio di Pelé
Dante Lombardozzi è un maniaco del calcio e vuole che suo figlio diventi un giorno un grande giocatore. Dante, però, non si accorge che il figlio è molto più portato per lo studio. Durante le vacanze Dante organizza, provocato da un turista tedesco, una partita di calcio Italia - Germania con i rispettivi figli, ma sarà proprio suo figlio a sbagliare il rigore decisivo. Decide di farsi perdonare dal bambino che ha esposto a umiliazione e si fa preparare dal figlio per superare l'esame di III media. Ora al bar con gli amici Dante vanta le "vittorie" scolastiche del figlio, fingendo di non interessarsi più alle vicende calcistiche.

### Episodio 2:Il figlio di Villa
Sandrino lavora in un ristorante di proprietà del futuro suocero, padre di Rosetta. Ha una voce alla Claudio Villa che sciorina in un video registrato durante La Corrida. Sandrino mostra a tutti quel video finché alcune clienti del ristorante sembrano interessate al suo talento e lo presentano al losco impresario titolare di una fantomatica etichetta discografica, la "Boom". In realtà è lui che deve versare dei soldi per ripianare il debito della Boom ed è pure costretto ad adeguarsi al genere heavy metal cantando insieme ad una cantante rock. Ma, forse immedesimandosi troppo nel ruolo impostogli, viene cacciato proprio alla prima esibizione a seguito di una lite per futili motivi senza neanche salire sul palco. Quando finalmente si sposa con Rosetta, nell'albergo del viaggio di nozze accetta di cantare e, finalmente, si esibisce con successo. Un successo però molto più circoscritto di quello che avrebbe ottenuto se non si fosse lasciato raggirare alla prima occasione, tradendo la sua vocazione per la musica popolare romana. L'episodio si chiude con l'immagine di un altro epigono di Villa, con grande successo di pubblico; mentre il titolare della "Boom" aveva sconsigliato a Sandrino quella musica perché antiquata, ponendolo di fronte al falso dilemma fra il successo e la sua passione personale.

### Episodio 3:Il figlio di Maciste
Aurelio è cresciuto con il mito del padre Gordon Steel, famoso attore di film "Peplum". La madre fu infatti sedotta e abbandonata dall'attore 36 anni prima, quando lei faceva la comparsa in un kolossal. Ora Aurelio si guadagna da vivere facendosi fotografare dai turisti vestito da antico romano, insieme a suo cognato e con la disapprovazione della moglie Gloria che vorrebbe invece vederlo sistemato e soprattutto non più vittima di mitologie fuorvianti e superficiali. Aurelio le promette di cambiare, ma è ingaggiato da un ricco arabo per una rappresentazione storica sull'antica Roma a cui decide di far partecipare anche un vero leone. Lo spettacolo è un disastro: la belva fugge seminando il panico e il cognato di Aurelio viene portato all'ospedale. Gloria, stufa di assecondare le ossessioni del marito, lo lascia. A quel punto Aurelio, nel tentativo di scoprire la verità sul suo passato, parte per Hollywood dove scopre che il padre è effettivamente un attore americano dei tempi belli, Gordon Steel, ma oggi lavora in un ristorante ormai rassegnato a fare una vita normale dopo la fine del filone "Peplum". Rivelatosi e portato Gordon a Roma decide di aprire un ristorante tibetano con tutta la famiglia riunita: "Maciste alla corte del Gran Khan". Aurelio, però, si emoziona vedendo Gordon sorreggere una colonna di cartongesso, fatta cadere da due discoli, come un tempo faceva nei suoi film.